# Hrușîne, Horol
Hrușîne (în ucraineană Грушине) este localitatea de reședință a comunei Hrușîne din raionul Horol, regiunea Poltava, Ucraina.

## Demografie
Componența lingvistică a localității Hrușîne
     Ucraineană (96,96%)
     Rusă (2,8%)
Conform recensământului din 2001, majoritatea populației localității Hrușîne era vorbitoare de ucraineană (96,96%), existând în minoritate și vorbitori de rusă (2,8%).